# Jakub Osadca
Jakub Osadca (ur. 5 maja 1872, zm. ?) – podpułkownik rezerwy kawalerii Wojska Polskiego.

## Życiorys
Urodził się 5 maja 1872. Brał udział w I wojnie światowej w stopniu majora 3 pułku ułanów. Po odzyskaniu przez Polskę niepodległości został przyjęty do Wojska Polskiego. Został awansowany do stopnia podpułkownika rezerwy kawalerii ze starszeństwem z dniem 1 czerwca 1919. Później został przeniesiony w stan spoczynku. Jako emerytowany oficer zamieszkiwał w majątku Derenko (województwo stanisławowskie).
Jego żoną była Eugenia.

## Odznaczenia
- Order Korony Żelaznej III klasy z dekoracją wojenną (1916)[2].